# 遺跡傳奇
《遺跡傳奇》是南梦宫（現万代南梦宫娱乐）發售的PlayStation 2電子角色扮演遊戲遊戲，是「传说系列」的第7作。人物設計由中澤一登擔任，主題歌是由Do As Infinity主唱的《TAO》。

## 故事
能使用爪術技巧的少年賽尼爾·庫利吉，與妹妹雪莉2人一起坐在小船上，現在正漂流在被霧氣所籠罩的海上。正當食物已經耗盡，體力也到了極限的時候，霧中突然出現一座島的輪廓，且正以驚人的速度朝著2人的方向接近過來。面對突如其來的狀況，賽尼爾連轉舵開的時間也沒有，他們乘坐的小船就被巨大的波浪吞噬了。之後，在海岸邊恢復意識的2人發現自己來到並非普通的島嶼。雖然表面被土壤以及茂密的植物所覆蓋，外觀也跟一般的島嶼沒有兩樣，但2人現在所立足的地方，卻毫無疑問的是由人工建造的巨大「船隻」

## 人物

### 主要人物
賽尼爾．庫利吉（Senel Coolidge，聲優：鈴村健一）
職業：海洋騎警 (專門對抗犯罪者以及魔怪物的沿岸警備隊)。
能使用技藝系爪術，擅長以格鬥戰鬥的年輕人，臉上的繪紋據說是代表著他身為海洋騎警的象徵。由於從事海洋騎警的工作，因此對於船的操縱以及游泳也十分拿手。擁有一旦下定決心，不管遭到多大的阻礙都會貫徹到底的強韌意志力。由於他有時會在沒有任何說明的情況下，突然採取行動因此常被周圍的人，誤解成是個性情泠漠的人。賽尼爾與妹妹自村子受襲後2人相依為命地生活著，然而當2人在海上漂流的過程中，受到命運的引導來到遺蹟船後。就被捲進以世界的存亡為賭注的戰爭之中。
原本是庫魯札德國（クルザンド國）派來潛入水之民村子的間諜，為了就是要抓雪莉跟他姐姐，但是被姐姐絲蒂拉識破，在面臨危機時將妹妹雪莉託付給他照顧。
雪莉．芬尼斯（Shirley Fennes，聲優：廣橋涼）
職業：無。
比賽尼爾年少2歲沒有血緣關係義胞妹妹，總是擔心從事危險工作的哥哥，有一各親姐姐叫絲蒂拉。她的體質十分特殊，只要接觸海水或是被海風吹到，身體狀況就會變差。除此之外。由於她平常總是表現得文靜又乖巧，因此周圍的人大多把她看成是個柔弱的少女，但事實上她也有一旦下定決心就不會讓步的剛強一面。由於被認為是傳說中曾經統治遺跡船的巫術師「梅爾尼斯之後裔」。因此不由自主地被捲進巨大的命運漩渦之中。
對義兄有著一份超越兄妹的關心，不過知道其實賽尼爾喜歡的是自己的姐姐絲蒂拉，在故事中一度受到鼓勵而想對賽尼爾告白，但是受到賽尼爾婉拒，最後在水之民事件的末期，賽尼爾將心情傳達給她，結束梅爾尼斯引發大海嘯的行動。
威爾·雷納德（Will Raynerd，聲優：千葉進步）
職業：保安官（副業）、 博物學者(本業)。
賽尼爾在跡船上第一個遇到的人物。能夠使用氣息系爪術。在遺蹟船上的城鎮「燈塔之城威爾提斯」擔任保安官的工作，而得到城鎮居民們的深厚信賴。不過威爾本人並不承認自己是保安官，反而強烈主張自己的身份是博物學者，擁有優秀領導能力與判斷力的他，在一行人中扮演長者的角色，有時會做出嚴格的要求，有時則會表現出溫柔的態度，是個值得依靠的人。
跟女兒海蒂相處的並不好，10年前威爾離開妻子身旁，在這遺蹟船上待著做研究，母親死後海蒂才來這島上找父親，但是海蒂對於父親的苦衷完全無法理解，也因此兩個人經常會吵架，最後父女兩人在找到海莉耶特（花名同時也是威爾女兒的全名）的地方和解。
克蘿葉·瓦倫斯（Chloe Valens，聲優：淺野真澄）
職業：騎士。
瓦倫斯家族的千金，為了幫雙親報仇而來到遺蹟船，湊巧遇到了塞尼爾妹妹被擄，因為其強烈的正義感，看到有人有困難就會挺身相助，剛遇到塞尼爾的時候被稱為「無鐵炮女」。
在遺蹟船上終於確認戴面具劍士，殺害父母劍士的真實身分，但是因為悉知他的苦衷，是為了要醫治女兒難以醫治的疾病，不忍因為報仇讓他的女兒跟她一樣不幸，因此放棄報仇的念頭。
諾瑪·畢亞提（Norma Biatty，聲優：水橋香織）
職業：寶藏獵人。
為了尋找師傅，而搭上了遺蹟船，認為最快見到師傅的方法，就是找到師傅所尋找的永恆之光（エバーライト），一度認為雪莉的項鍊是各線索而跟著同行。
到了遺蹟船之後發現師傅史文（スヴェン）已死，為了找到師傅已經找到的永恆之光，而非常的努力古代文的研究，最後用永恆之光的讓札瑪蘭（ザマラン）史文的老師再次重見光明，實現了師父史文的心願。
摩賽斯·山德爾（Moses Sandor，聲優：中井和哉）
職業：魔獸使、山賊眾頭目。
遺蹟船中山賊眾的首領，為了得到究極的爪術「聖爪術」而擄走雪莉，是一位魔獸使。對於部下有如家人般的照顧關心。
基特是其訓養的魔獸，身為魔獸使有著無法躲避的命運，只要自身力量一旦變弱，就有可能被魔獸反過來殺害，或者在被殺害之前殺掉魔獸，由於跟基特生活的點滴讓摩賽斯不忍殺牠，在兩難之下最後決定放走基特，讓牠回去自然生活，而他把這份在一起生活過的記憶留在心底。
杰（Jay，聲優：白石涼子）
職業：密探。
遺蹟船上負責收集情報屋少年，曾受過凶惡暗殺集團的忍者訓練，後來因為任務失敗遭到遺棄，倒臥在莫夫莫夫村子附近，受到莫夫莫夫族收留照顧。
因為自小被家人遺棄，以及師傅無情的訓練，所以一直無法輕易融入人群中，總覺得自己是不同的個體，在遇到之前的師父索隆（ソロン），而再次的受到師父威脅要殺害莫夫莫夫族，不得不背叛賽尼爾等人，其後在賽尼爾幫助下，才體會到其實莫夫莫夫族的情誼，已經讓他擁有家人了，最後救助了想幫助自己的莫夫莫夫族，也打敗了索隆。
葛琉妮（Grune，聲優：川澄綾子）
職業：不明。
賽尼爾在遺蹟中遇到的少女，除了自己的名子外其他的全部不記得，謎一般的人。
實際身份是掌握存續與繁榮的女神，跟虛無與破壞的女神是一體兩面的存在，所以最後打倒破壞的女神之後，葛琉妮也跟著消失了，直到下一次的輪迴。

## 戰鬥系統
交叉線性動作戰鬥系統
本作品的戰鬥系統「X-LMB（交叉線性動作戰鬥系統）」，是運用由南夢宮的鐵拳和劍魂的技術。
和傳奇系列其他遊戲一樣只有一條戰線的基本戰鬥系統，令難易度降低，使初學者也能簡單輕易地上手。
本作亦新加入FOE系統、警告訊號系統、投擲技等等。
投擲技
本作主角專用的投擲技，此代中設定讓敵人倒地後，主角專有的追擊技能，可以依據體型使用不同的投擲技巧，將敵人從倒地狀態抓起來追擊，還附加了丟出去連帶傷害其他敵人的效果。
複合技藝
本作中獨創的系統之一，性質上像是歷代的兩招技巧複合出來的奧義，唯一的差別是這代設計成，玩家可以自訂技巧，依照技巧上設定上的不同還有不一樣的附加效果。
連攜系統
經由戰鬥累積計量表，發動後可以讓場上的四名角色追擊敵人，效果是讓敵人HP直接減半。

## 主題歌
- 片頭曲

《TAO》歌手：Do As Infinity
- 片尾曲

《My Tales》歌手：Donna Burke & Gab Desmond
《hotarubi》歌手：Donna Burke
- 插曲

歌手：須藤まゆみ
歌手：カノン
歌手：カノン
歌手：Suzukake兒童合唱團
- 遺跡傳奇原聲大碟

## 相關產品
- 漫畫：《Comic REX》（一迅社）藤村Ayumi/作畫
- 小說：《遺跡傳奇 誓約之星》工藤治/著

## 相關網站
- （日語）傳奇系列官網連結 （页面存档备份，存于）
- （日語）NAMCO BANDAI Games Inc統合網站 （页面存档备份，存于）
- 美版官方網站